# Линько Сергій Миколайович
Сергій Миколайович Линько (біл. Сяргей Мікалаевіч Лынько, нар. 16 жовтня 1989, Мінськ, Білоруська РСР) — білоруський футболіст, півзахисник клубу «Динамо-Берестя».

## Клубна кар'єра
Вихованець мінського «Торпедо», перший тренер — В'ячеслав Максимович Царюк. у 2007 році виступав за дубль «Даріди». Потім була служба в армії, а після неї гравець залишився без клубу  «Даріда» припинила своє існування. У 2010 році надійшла пропозиція від Олександра Холодинський пограти за «Іслочь» в чемпіонаті Мінської області. У 2012 році «Іслоч» заявилася до Другої ліги, а Сергій разом з командоб пройшов шлях до Вищої ліги. У 2013 році став одним з гравців команди, яка виграла бронзові медалі Кубку регіонів УЄФА.
Після того як у березні 2016 року «Іслоч» вийшла до Вищої ліги, Сергій перейшов в оренду до мінського «Торпедо». У складі «Торпедо» почав грати на позиції правого захисника, був капітаном команди. За підсумками сезону 2016 року визнаний найкращим гравцем «автозаводців».
У січні 2017 року, повернувшись з оренди, підписав новий контракт з «Іслоччю». 1 квітня 2017 року дебютував у Вищій лізі, вийшовши на заміну наприкінці матчу проти «Торпедо-БелАЗ» (1:2). Згодом почав грати переважно за дубль, в першій команді зрідка виходив на заміну. У жовтні 2017 року не грав через травму.
У січні 2018 року по закінченні контракту залишив «Іслоч» й незабаром став повноцінним гравцем «Торпедо». Відразу ж став капітаном команди та основним гравцем. У листопаді 2018 року продовжив контракт з «торпедівцями». У липні 2019 року, коли у клубу почалися фінансові проблеми, розірвав контракт разом з іншими ключовими гравцями, але залишився в команді і грав у двох останніх матчах (у Кубку Білорусі — 28 липня проти «Клецька» та 3 серпня проти БАТЕ), в якому «Торпедо» представляли переважно гравці молодіжного складу. Пізніше «Торпедо» оголосило про зняття з чемпіонату, і Линько залишився без команди.
У серпні 2019 року поповнив ряди вірменського клубу «Єреван», де грав до кінця року. На початку 2020 року тренувався з кишинівським «Андердогом», але в березні приєднався до столичних «Крумкачів». Розпочав сезон у стартовому складі, використовувався на позиції захисника, але отримав травму в липні, після чого став рідше з'являтися на полі.
У січні 2021 року почав тренуватися з берестейським «Динамо», з яким у лютому підписав контракт.

## Досягнення
- Перша ліга Білорусі
  -  Чемпіон (1): 2015

- Друга ліга Білорусі
  -  Бронзовий призер (1): 2013

- Кубок регіонів УЄФА
  -  Бронзовий призер (1): 2013

## Статистика виступів
| Сезон       | Дивізіон | Клуб       | Країна   | Матчі | Голи |
| ----------- | -------- | ---------- | -------- | ----- | ---- |
| 2007        | дубль    | «Даріда»   | Білорусь | 22    | 2    |
| 2012        | Д3       | «Іслоч»    | Білорусь | 32    | 8    |
| 2013        | Д2       | «Іслоч»    | Білорусь | 23    | 2    |
| 2014        | Д2       | «Іслоч»    | Білорусь | 24    | 1    |
| 2015        | Д2       | «Іслоч»    | Білорусь | 23    | 2    |
| 2016        | Д2       | «Торпедо»  | Білорусь | 25    | 1    |
| 2017        | Д1       | «Іслоч»    | Білорусь | 10    | 0    |
| 2018        | Д1       | «Торпедо»  | Білорусь | 24    | 1    |
| 2019 (1)    | Д1       | «Торпедо»  | Білорусь | 12    | 0    |
| 2019/20 (1) | Д1       | «Єреван»   | Вірменія | 5     | 0    |
| 2020        | Д2       | «Крумкачи» | Білорусь | 17    | 1    |